# Roaming – Fünf Tage in New York
Roaming – Fünf Tage in New York ist ein kanadischer Comic für junge Erwachsene von Jillian Tamaki und Mariko Tamaki. Es handelt sich um die dritte Zusammenarbeit der beiden Cousinen, die von Kritikern positiv besprochen wurde. Dani und Zoe sind bereits seit ihrer Schulzeit miteinander befreundet, studieren aber mittlerweile an unterschiedlichen Orten. Eine Reise nach New York, die für beide ein lange gehegter Traum ist, soll die beiden wieder näher zusammenbringen. Allerdings bringt Dani unangekündigt ihre Mitbewohnerin mit, was zu Spannungen zwischen den Frauen führt.

## Inhalt
Danielle, die Dani genannt wird, und Zoe sind seit ihrer Kindheit befreundet. Im Frühling 2009 erfüllen sich die beiden einen gemeinsamen Traum und reisen in ihren ersten Semesterferien (Spring Break) für fünf Tage nach New York. Die zwei studieren in Kanada im ersten Semester, allerdings an unterschiedlichen Universitäten, und hoffen, durch ihre Reise wieder mehr Nähe zueinander aufbauen zu können. Sie treffen sich direkt am Newark Liberty International Airport in New Jersey und freuen sich riesig, sich nach längerer Zeit wiederzusehen. Zoe muss allerdings auch überrascht feststellen, dass Dani ihre exaltierte Mitbewohnerin und Kommilitonin Fiona mitgebracht hat.
Dani hofft, dass ihre beste Freundin aus Schulzeiten und Fiona gut miteinander auskommen, obwohl sie sehr gegensätzlich erscheinen. Zoe trägt kurzrasierte Haare, trägt stets schwarze Kleidung und wirkt eher introvertiert. Fiona kleidet sich ausgefallen, ist extrovertiert, ausdrucksstark und frech. Schon bei ihrer ersten Begegnung am Flughafen ist Zoe irritiert, nicht nur weil sie sich überrumpelt fühlt. Fiona lässt sie bereits am Flughafen wissen, wie langweilig sie New York eigentlich findet. Die jungen Frauen kommen in einer Jugendherberge unter und schauen sich gemeinsam bekannte Attraktionen der Stadt an. Sie besuchen beispielsweise den Grand Central Terminal, das American Museum of Natural History oder das Metropolitan Museum of Art. Letzteres bezeichnet Fiona trocken als echtes Monument des westlichen Imperialismus. Die drei gehen in Restaurants und Kneipen, setzen sich in Parks oder streifen ziellos durch die Straßen. Dani macht während des ganzen Trips begeistert Fotos von ihrem Trip.
Jedoch bleiben wegen Fionas Anwesenheit Spannungen nicht aus. Sie zeigt sich gelangweilt und wenig begeistert davon, möglichst viele Sehenswürdigkeiten abzuklappern, und macht Vorschläge für Ausflüge, die Dani und Zoe eigentlich nicht eingeplant hatten. Vor allem ist es aber die Romanze, die sich zwischen Zoe und Fiona entwickelt, die zu Problemen führt. Auch wenn Fiona einen eher egozentrischen Charakter hat, hat sie auch sensible Seiten und nimmt Zoes sexuelle Orientierung wahr, die damit sehr zurückhaltend umgeht. Während einer Taxifahrt ergreift die angetrunkene Fiona – die während der ganzen Reise berauscht ist, da sie nicht nur regelmäßig Alkohol konsumiert, sondern auch Cannabis – die Initiative und flirtet mit Zoe. Sie redet ebenfalls schlecht über Dani, bevor sie sich im Taxi übergibt. Die feminine Fiona und die androgyne Zoe kommen sich zunächst langsam näher, etwa mit kleinen Berührungen und heimlichen Küssen, bevor Dani etwas mitbekommt.
Durch die zunehmende Intimität zwischen den beiden fühlt sich Dani verletzt und zur Seite geschoben, was sowohl die Reise als auch die Freundschaft zwischen ihr und Zoe gefährdet. Fiona und Zoe verbringen zum Beispiel gemeinsam Zeit, während Dani frustriert und alleine durch die Stadt zieht. Als sich bei Zoe das Gefühl einstellt, ihre Freundin im Stich gelassen zu haben, versucht sie Dani zu erreichen. Diese hat allerdings Roaming deaktiviert, um teure Gebühren zu vermeiden. Letztlich übernimmt Zoe die Kosten, bei dem Treffen mit Dani kommt es allerdings zu einem Streit. Die drei Frauen machen noch einen letzten gemeinsamen Ausflug nach Coney Island, bevor ihr Urlaub endet. Am Schluss der kurzen Reise voller Höhen und Tiefen bleibt den drei Figuren die Erkenntnis, dass keine von ihnen noch die gleiche Person ist wie zu Beginn der Geschichte.

## Entstehung und Stil
Während für die ersten beiden Kooperationen der Tamakis – Skim (2008) und Ein Sommer am See (2014) – Jillian die Zeichnungen und Mariko den Text verantwortete, entstand Roaming in einem organischen Prozess, bei dem sie Skript und Zeichnungen gemeinsam entwickelten. In den ersten beiden Werken ging es um Kinder und Jugendliche, in Roaming spielen junge Frauen die Hauptrolle. Die Comics teilen sich das erzählerische Motiv des Heranwachsens und Erwachsenwerdens. Roaming ist entsprechend der Reisedauer in fünf Kapitel unterteilt.
Der Comic zeichnet sich durch einen prägnanten und humorvollen Schreibstil aus, der auch unterschwellige soziale Kommentare enthalten kann, unter anderem zu Themen wie Armut, Frauenfeindlichkeit, Identität, Rassismus oder Sexualität. Dani erinnert sich etwa daran, wie ihr Vater einmal von der Transportation Security Administration zum Verhör abgeführt wurde, weil ihr Bruder einen beiläufigen Witz gemacht hatte. Darauf fragt Fiona, ob es daran gelegen haben könnte, dass Danis Vater nicht weiß ist. Als Zoe in einer Bar Alkohol bestellt, benutzt sie sorglos den gefälschten Ausweis einer Koreanerin. Einem weißen Barkeeper würde der Unterschied ohnehin nicht auffallen. Fiona muss immer wieder unerwünschte Avancen von Männern abwehren und kommentiert dies mit den Worten „Gib ihnen einen Zoll, sie nehmen eine Meile“. In Roaming findet sich recht früh eine Anspielung auf Canterbury Tales von Geoffrey Chaucer. Die Erzählungen von Chaucer sind in eine Rahmenhandlung eingebunden, die von einer Pilgergruppe auf ihrem Weg von Southwark, einem damaligen Vorort und heutigen Stadtteil von London, nach Canterbury handelt. Durch den Verweis gilt die Aufmerksamkeit für Roaming nicht nur den einzelnen „Pilgerreisen“, sondern auch dem individuellen Selbstverständnis der Figuren, die alle ihre eigenen emotionalen Herausforderungen bewältigen müssen.
Jillian Tamakis Pinselführung fällt mit den klaren und präzisen Linien im Vergleich weniger schwungvoll aus als vorangegangene Werke. Die atmosphärisch dichten Illustrationen koloriert sie mit gedämpften, eher melancholischen Pastelltönen wie (Grau-) Blau, Grün, Orange oder Pink sowie Weiß und Schwarz als starken Kontrast. Regelmäßig kommen Doppelseiten zum Einsatz, die an Collagen oder Wimmelbilder erinnern. Insbesondere Architektur wird hier eindrücklich und detailliert dargestellt, vor deren Kulisse die Figuren oft winzig wirken. Eine zentrale Rolle spielt ebenfalls die Stadtkulisse selbst. Auf den Bildern finden sich neben Darstellungen von berühmten Museen, Bauwerken oder Touristenattraktionen auch zahlreiche Alltagsszenen wie überfüllte Straßen voller Müll oder der Besuch in einer Pizzeria. Dabei sind auch die Einwohner von New York maßgeblicher Bestandteil der Geschichte. Wiederholt sind Figuren im Hintergrund bei verschiedenen Beschäftigungen zu sehen oder es werden Gesprächsfetzen von Passanten gezeigt. Mitunter kommt es vereinzelt sogar zu Auseinandersetzungen zwischen den Hauptfiguren und zufälligen Begegnungen.

## Veröffentlichungen
Die englischsprachige Originalausgabe Roaming erschien im September 2023 bei Drawn and Quarterly. Nach Skim (2008) und Ein Sommer am See (2014) handelt es sich um die dritte Zusammenarbeit der Tamakis. Die deutsche Übersetzung von Matthias Wieland publizierte Reprodukt ebenfalls im September 2023 als Roaming – Fünf Tage in New York. Für das Lettering übernahm Anna Weißmann die Schriftart von Jillian Tamaki.

## Auszeichnungen und Kritiken
Roaming wurde im deutsch- wie englischsprachigen Raum positiv von Kritikern besprochen. Dabei werden sowohl die witzigen Texte und nachvollziehbaren Dialoge wie auch insbesondere die Illustration gelobt, die gerade bei den Stadtansichten gut zur Geltung kämen. Einige Kritiker attestieren der dritten Zusammenarbeit der Tamakis eine deutlich erkennbare künstlerische Entwicklung. Im Jahr 2024 erhielten Jillian und Mariko Tamaki gemeinsam einen Eisner Award für Roaming in der Kategorie „Best Graphic Album: New (Bester neuer Graphic Novel)“. Jeweils ein weiterer Eisner Award ging an Jillian Tamaki als „Best Penciller/Inker or Penciller/Inker Team“ und an Mariko Tamaki in der Rubrik „Best Writer (Bester Autor)“.
Mit Roaming hätten die Tamakis erneut bewiesen, dass sie zu den „aufregendsten Stimmen der internationalen Comic-Szene gehören, die sich ebenso empathisch wie ernsthaft queeren Themen annehmen“. Weiter hält Heike Byn im Tagesspiegel fest, dass die beiden sich auf „dramaturgischer und künstlerischer Ebene weiterentwickelt“ hätten, genauso wie die „Heldinnen im aktuellen Werk den Übergang ins Erwachsenenalter vollziehen“. Die Kulisse Manhattans wirke „geradezu gigantisch im Verhältnis zu den dort umherstreifenden, zutiefst verunsicherten jungen Frauen“. Hinzu komme, dass sich „hier und da Realität und subjektive Wahrnehmung metaphorisch miteinander [verschmelzen], um besonders emotionale Momente eindringlich zu schildern“. Auf comic-couch.de fällt Marcel Scharrenbroich ein ähnliches Urteil und vergibt insgesamt 8 von 10 Punkten. Nach der „genialen Wohlfühl-Lektüre“ Ein Sommer am See und dem […] Erstling Skim hätten Jillian und Mariko Tamaki „erneut […] eine schöne Mischung aus Coming-of-Age- und Slice-of-Life-Story auf die Beine“ gestellt. Die dritte Zusammenarbeit zeichne sich durch „authentische Dialoge“ und „stilvolle“ Illustrationen aus. Das Gefühlschaos der Figuren sei „ehrlich, hautnah und sehr schön erzählt“. Die doppeldeutige Titelwahl sei mehr als passend, einerseits mit Bezug auf teure Mobilfunkgebühren für Roaming (weil die Handlung 2009 angelegt ist), anderseits mit Blick auf die Übersetzung von „roaming“ als „herumwandern“ oder „streunen“. Bei 3sat-Kulturzeit wurde der Comic im November 2023 als Kinderbuchtipp vorgestellt.
Für Rachel Cooke bei The Guardian eignet sich Roaming für jeden, der sich an die Intensität einer Freundschaft zwischen jungen Frauen erinnert. Die Dialoge träfen immer den „perfekten Ton“ und jede Zeile füge der Geschichte mehr Sinn hinzu; egal ob es die sexuelle Anziehung zwischen Zoe und Fiona sei oder die Frustration bei dem Versuch, das Netz der New Yorker U-Bahn zu verstehen. So gelungen die Texte auch seien, machten erst Jillian Tamakis Zeichnungen die Veröffentlichung zu etwas Besonderem. Roaming sei so flüssig zu lesen und habe eine Leichtigkeit, mit der die Aufmerksamkeit der Leser gekonnt gehalten wird. Als weiteren Pluspunkt sieht Lindsay Pereira auf brokenfrontier.com die absolute Glaubwürdigkeit der Charaktere. Dank der „knackigen und nachvollziehbaren Dialoge“ sowie der sorgfältigen Illustrationen sei es äußerst schwer, sich nicht von den jungen Frauen und ihrer Reise mitreißen zu lassen. Insbesondere Jillian Tamaki attestiert Pereira ein erstaunliche künstlerische Entwicklung, vor allem mit Blick auf die Darstellung ikonischer Landmarken. Für Julie Depenbrock beim National Public Radio reiht sich Roaming in den „wachsenden Kanon der großen Queer-Comics“ ein, wie zum Beispiel Fun Home von Alison Bechdel, Genderqueer von Maia Kobabe oder Heartstopper von Alice Oseman.